# Scooby-Doo and the Loch Ness Monster
Scooby-Doo and the Loch Ness Monster is een Amerikaanse animatiefilm, en de zevende film in een reeks van direct-naar-video-films gebaseerd op de Scooby-Doo series. De film kwam uit op 24 juni 2004, en werd geproduceerd door Warner Bros. Animation. Hoewel Warner Bros inmiddels Hanna-Barbera Cartoons had overgenomen, werd Hanna-Barbera nog wel vermeld als de houder van de auteursrechten.

## Verhaal
Mystery Inc. bezoekt Schotland om Daphne's nicht Shannon op te zoeken. Hun vakantie wordt echter een groot mysterie wanneer het mythologische monster van Loch Ness opduikt en paniekzaait op Blake Castle.
Het monster zal niet alleen het leven van de lokale bevolking veranderen, maar ook de jaarlijkse spelen verstoren. Het is aan Mystery Inc. om dit raadsel op te lossen en een vraag te beantwoorden die al jarenlang ronde doet: is het monster van Loch Ness echt?
Hoewel het monster dat in de film meedoet aan het eind nep blijkt te zijn, wordt wel sterk de suggestie gewekt dat er ook een echt monster in het meer zit.

## Rolverdeling
| Acteur         | Personage                               |
| -------------- | --------------------------------------- |
| Frank Welker   | Fred Jones, Scooby-Doo, Lachlan Haggart |
| Casey Kasem    | Shaggy Rogers                           |
| Grey DeLisle   | Daphne Blake, Shannon Blake             |
| Mindy Cohn     | Velma Dinkley                           |
| Sheena Easton  | Professor Fiona Pembrooke               |
| Jeff Bennett   | Del Chillman/Sir Ian Locksley           |
| Phil LaMarr    | Angus Haggart                           |
| John Di Maggio | Colin Haggart                           |
| Michael Bell   | Duncan MacGubbin/Mcintyre               |

## Prijzen/nominaties
In 2005 werd “Scooby-Doo and the Loch Ness Monster” genomineerd voor een Annie Award in de categorie “Best Home Entertainment Production”.

## Trivia
- Dit is de eerste Scooby-Doo film waarin Mystery Inc. dezelfde kleren draagt die ze in de serie What's New, Scooby-Doo? dragen.
- Dit is de eerste film van Scooby-Doo die zich afspeelt in Schotland, maar het is niet de eerste keer dat Mystery Inc. Schotland heeft bezocht.
- In deze film blijkt Daphne familie in Schotland te hebben. Toch heeft Daphne het nooit eerder over deze familie gehad, zelfs niet toen de groep de eerste keer in Schotland was.